# Familj
För andra betydelser, se Familj (olika betydelser).

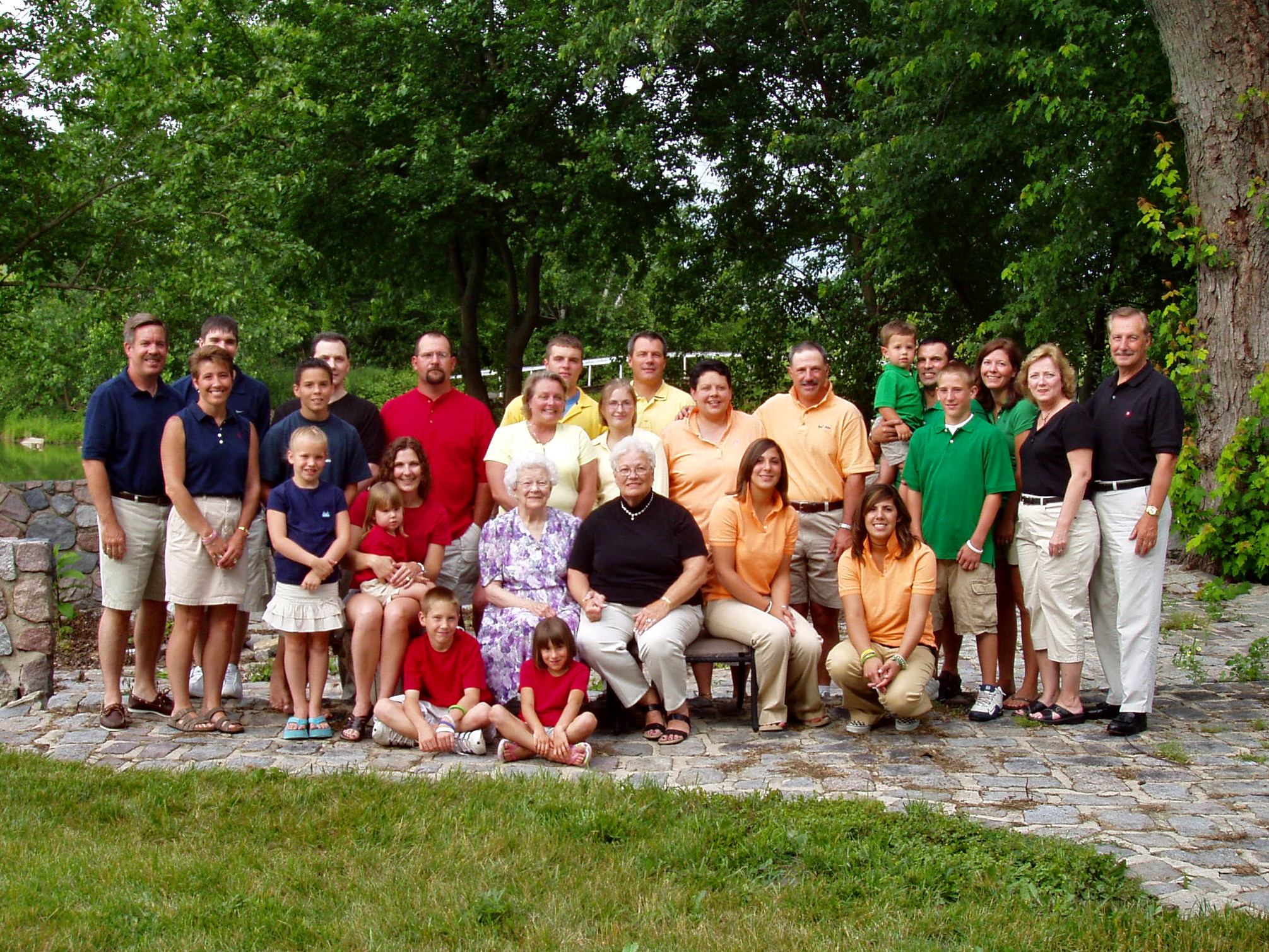
Ett familjeporträtt av den amerikanska familjen Hoosier, som har dansk-tyskt ursprung.

I en allmän kontext är en familj en grupp människor som förenas genom blodsband, äktenskap, partnerskap, syskonskap eller samboförhållande.  Den närmaste familjen kan bestå av makar, föräldrar, barn och syskon. Den utökade familjen kan bestå av fastrar och farbröder, far- och morföräldrar, mostrar och morbröder, kusiner, barnbarn, syskonbarn, svärdöttrar och mågar. Ibland kan man mena att även den utökade familjen ingår i den närmaste kretsen.  Förr levde ofta många generationer i samma hus och kom att bilda storfamilj.
I många samhällen är familjen den huvudsakliga institutionen för barnens socialisering. Sexuella relationer mellan familjemedlemmar regleras ofta genom regler för incest och incesttabu. I genealogin används ordet familj ibland som beteckning för släkte. Familjen är en betydande ekonomisk enhet, föremål för studier inom familjeekonomi.
| ”                                                                | Familjen är den naturliga och grundläggande enheten i samhället och äger rätt till skydd från samhället och staten. | „ |
| – Artikel 16(3) i FN:s deklaration om de mänskliga rättigheterna | |   |

## Familjens funktioner
Familjen har både biologiska och sociala funktioner:
- fortplantning, att producera efterlevande och säkerställa släktens fortlevnad.
- socialisation, familjen ger barnen den grundläggande uppfostran och lär dem samhällets normer, vad som är rätt och fel, sant och falskt osv. I och med att barn lämnas allt tidigare på förskola kommer den fostrande funktionen att allt mer överflyttas till förskolor och skolor.

## Historia

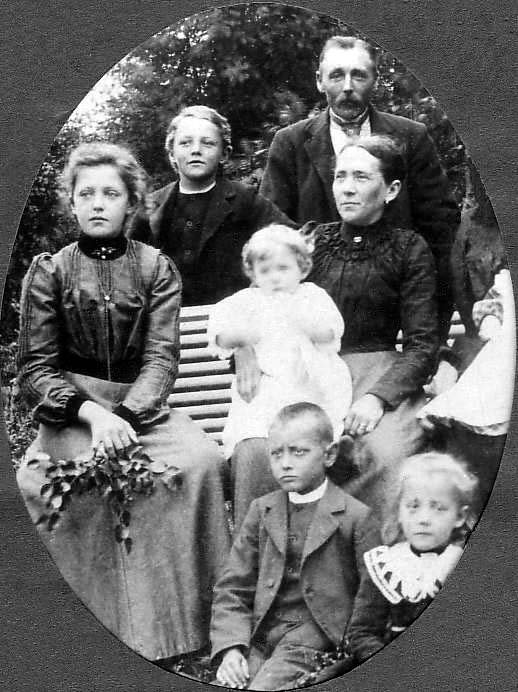
En svensk familj på utflykt i det gröna c. 1902.

Ordet "familj" kommer från latinets familia. Med begreppet förstods enbart ett hushåll med romerska medborgare och deras tjänare, det vill säga den man som var herren i huset, pater familiae, hans fru, hans barn, slavar och boskap.
De olika data man har från etnografi, historia, lag och socialstatistik tyder på att den mänskliga familjen är en institution och inte ett biologiskt faktum grundat på det naturliga blodsförvantskapsförhållandet. Tidiga lärda inom familjens historia tillämpade Darwins biologiska evolutionsteori i sina teorier om familjesystemens evolution. Den amerikanska antropologen Lewis H. Morgan publicerade Ancient Society 1877 baserat på sin teori om den mänskliga utvecklingens tre stadier från vildhet till barbarism till civilisation. Hans bok inspirerade Friedrich Engels bok Familjens, privategendomens och statens ursprung som publicerade 1884.
Engels utökade Morgans hypotes om att ekonomiska faktorer orsakade övergången från en primitiv gemenskap till ett klassdelat samhälle. Engels teori om resurskontroll, och senare även Karl Marx, användes för att förklara orsakerna och effekterna av förändringar i familjestruktur- och funktion. Den här teorin var väldigt populär till 1980-talet, då andra sociologiska teorier blev allt mer accepterade.
Emmanuel Todd har i sin forskning, med utgångspunkt från den indelning i olika kulturers familjesystem som Le Play identifierat, sökt samband med olika ideologier som präglat den historiska utvecklingen.

## Familjer i västvärlden

### Sociologiska aspekter
I dagens samhälle ses familjen ofta som en plattform från vilken familjemedlemmarna verkar i samhället. Familjelivet uppmuntrar i bästa fall till intimitet, kärlek och tillit. Den låter också familjemedlemmarna slappna av från det moderna samhällets krav, allt under förutsättning att familjen fungerar bra. Men familjen är i dagens läge mer sårbar än tidigare, beroende på att så mycket vilar på makarnas samlevnad.
Under industrialiseringen "stod familjen som ett förråd av värme och ömhet (förkroppsligat av modern) i motsats till den tävlingsinriktade och aggressiva handelsvärlden (förkroppsligad av fadern). Familjens uppgift var att skydda mot den yttre världen." Zinn och Eizen noterar dock att "familjens beskyddande image har försvagats under de senaste åren i takt med att idealen om familjefullbordande har ändrats. Idag är familjen mer kompenserande än beskyddande. Den förser med vad som behövs men vad som saknas i andra sociala sammanhang.
Zinn och Eitzen menar att det populära förnuftet är att familjestrukturer från förr i tiden var större än de som är idag, och familjer var stabilare och gladare under en tid då de inte var tvungna att kämpa mot problem som oäkta barn och skilsmässa. De besvarar detta genom att säga att "det finns ingen gyllene familjeålder som lyser mot oss långt tillbaka i historien." "Övergivning av makar och makor, oäkta barn och andra förhållanden som anses karaktärisera modern tid existerade förr i tiden likaså."
Andra menar dock att huruvida vi ser familjen som "minskande" eller inte beror på vår definition av "familj". De höga skilsmässotal och utomäktenskapliga födslar som är indikerar en förminskning av familjeinstitutionen. Äktenskap arrangeras inte längre av politiska eller ekonomiska skäl, och barn förväntas inte bidra till familjens inkomst. Istället väljer folk partner på kärlek. Denna ökande rollen av kärlek indikerar en samhällelig förändring mot att främja känslomässigt fullbordande och relationer inom en familj, och den här förändringen försvagar ovillkorligen familjeinstitutionen.

## Inavel
Många samhällen ser inavel som något oacceptabelt eftersom inavel gör att avkomman belastas negativt i form av exempelvis latenta sjukdomar, ärftliga missbildningar eller försämrat immunförsvar. Detta beror på att flertalet genetiska mutationer är skadliga och att varje individ erhåller ett anlag för varje given egenskap från vardera föräldern. Om båda föräldrarna bär på samma anlag ökar sannolikheten att detta överförs till avkomman. Risken för hjärtfel, utvecklingsstörning och missbildningar ökar alltså markant vid inavel, vilket i sin tur ofta medför att livslängden förkortas. Det är endast vid i flera led upprepad fortplantning mellan syskon, halvsyskon, kusiner och/eller mellan förälder och avkomma som man brukar tala om inavel.Svenska Akademiens ordbok: Inavel 
I Indien, där arrangerade äktenskap av tradition är det normala, finns speciellt bland brahminerna en regel att man ska gifta sig inom sin egen kast (jati) men med en partner från en annan undergrupp (gotra), vilket motverkar ingifte.
Det finns dock också teorier om att släktskap mellan föräldrarna ger flera levande födda barn, eftersom risken är mindre att mor och foster har blodgrupper som inte passar ihop. En studie i Indien och Pakistan tyder på att gifta kusiner ofta får flera barn än andra par. En annan studie, som omfattar alla isländska par födda mellan 1800 och 1965, visar att par bestående av släktingar hade fler barn och barnbarn än obesläktade par. När en man och hustru var fyrmänningar hade de i genomsnitt 4,0 barn och 9,2 barnbarn. I förhållanden mellan niomänningar var familjerna mindre, med i genomsnitt 3,3 barn och 7,3 barnbarn.